# Чан Дай Куанг
Чан Дай Куанг (вьет. Trần Đại Quang; 12 октября 1956, община Куангтхьен, уезд Кимшон, провинция Ниньбинь — 21 сентября 2018, Ханой) — десятый президент Вьетнама, доктор философии в области юридических наук, профессор. Депутат Национального Собрания 13-го созыва.

## Биография
Окончил школу народной полиции Вьетнама (1972), школу иностранных языков (1975), Институт народной безопасности (1986), Ханойский университет права (1994) и Государственную политическую академию им. Хо Ши Мина (1997). Доктор юридических наук, профессор (2009).
С октября 1975 года по июнь 1987 года — сотрудник 1 департамента политической защиты, а также заместитель начальника II департамента политической защиты по кадровой службе при МВД Вьетнама.
С июня 1987 года по июнь 1990 года — начальник департамента кадров и начальник отдела гражданской службы II департамента политической защиты при МВД СРВ.
Июнь 1990 года по сентябрь 1996 года — заместитель секретаря партийного комитета и заместитель руководителя Департамента собственной безопасности Министерства внутренних дел СРВ.
Сентябрь 1996 года по октябрь 2000 года: Руководитель департамента собственной безопасности, Министерства общественной безопасности; член департамента по общей безопасности КПВ; член Департамента общей безопасности Постоянного комитета КПВ и секретарь штаба безопасности партийного комитета в отделе министерства общественной безопасности.
С октября 2000 года по апрель 2006 года — заместитель секретаря парткома и заместитель начальника Управления общей безопасности, Министерства общественной безопасности; генерал-майор полиции (2003); присвоено звание доцента (2003).
В 2006—2011 годах — заместитель министра, с 2011 по 2016 гг. — министр общественной безопасности Социалистической Республики Вьетнам. Генерал народной полиции (2012).
Являлся членом Центрального Народного Комитета по общественной безопасности, секретарем Центрального Партийного Комитета общественной безопасности, членом Постоянного Центрального партийного комитета по общественной безопасности, членом Совета национальной обороны и безопасности. Также был заместителем главы центрального руководящего комитета по борьбе с коррупцией, заместителем главы центрального внутреннего подкомитета политической защиты.
В январе 2006 года был избран членом Центрального комитета КПВ. Переизбирался в 2011 и 2016 годах. В 2011 году вошел в состав Политбюро ЦК (переизбран в 2016 году). С мая 2011 года являлся депутатом Национального собрания (НС, парламент) Вьетнама 13-го созыва.
С 2016 года — президент Вьетнама. Председатель Совета национальной обороны и безопасности Вьетнама.
Владел китайским языком.

## Смерть
Президент Вьетнама Чан Дай Куанг скончался в 10:05 утра 21 сентября 2018 г.  в возрасте 61 года в военном госпитале Ханоя после тяжёлой болезни.
Глава центрального управления здравоохранения страны Нгуен Куок Чиеу сообщил, что Чан Дай Куанг умер от редкого заболевания, от которого пока нет лекарств.